# Ханка
Ха́нка (кит. 兴凯湖 — Синкайху; также устар. Синкай или Хинкай) — пресноводное озеро в центре Приханкайской низменности (равнины). Относится к водосборному бассейну Амура. Расположено на границе Приморского края России и провинции Хэйлунцзян Китая.
Длина озера — около 90 км, наибольшая ширина — 67 км. Площадь — 4070 км². Вдоль северного берега расположено озеро Малая Ханка, полностью принадлежащее Китаю. Оно отделёно от Ханки узкой песчаной косой.
На российском побережье Ханки находятся сёла Турий Рог, Платоно-Александровское, Новокачалинск и Камень-Рыболов.
В 1976 году в соответствии с Рамсарской конвенцией, этой территории присвоен статус водно-болотных угодий международного значения. В 1990 году здесь был создан Ханкайский государственный природный заповедник, который включил в себя часть акватории, а также пойменные, плавневые и дельтовые озера его побережий. Чуть раньше, в 1986 году, на китайской стороне озера был создан заповедник «Синкай-Ху». В апреле 1996 года Россия и Китай заключили межправительственное соглашение о создании на основе российского Ханкайского заповедника и китайского заповедника «Синкай-Ху» международного российско-китайского заповедника «Озеро Ханка».

## Этимология
По мнению путешественника, исследователя Дальнего Востока и военного востоковеда Владимира Арсеньева, название Ханка могло быть искажением слова «ханхай» («впадина»). «Этим именем китайцы называют всякое пониженное место, будет ли это сухая или заполненная водой котловина», — отметил Арсеньев.

## Физико-географическая характеристика

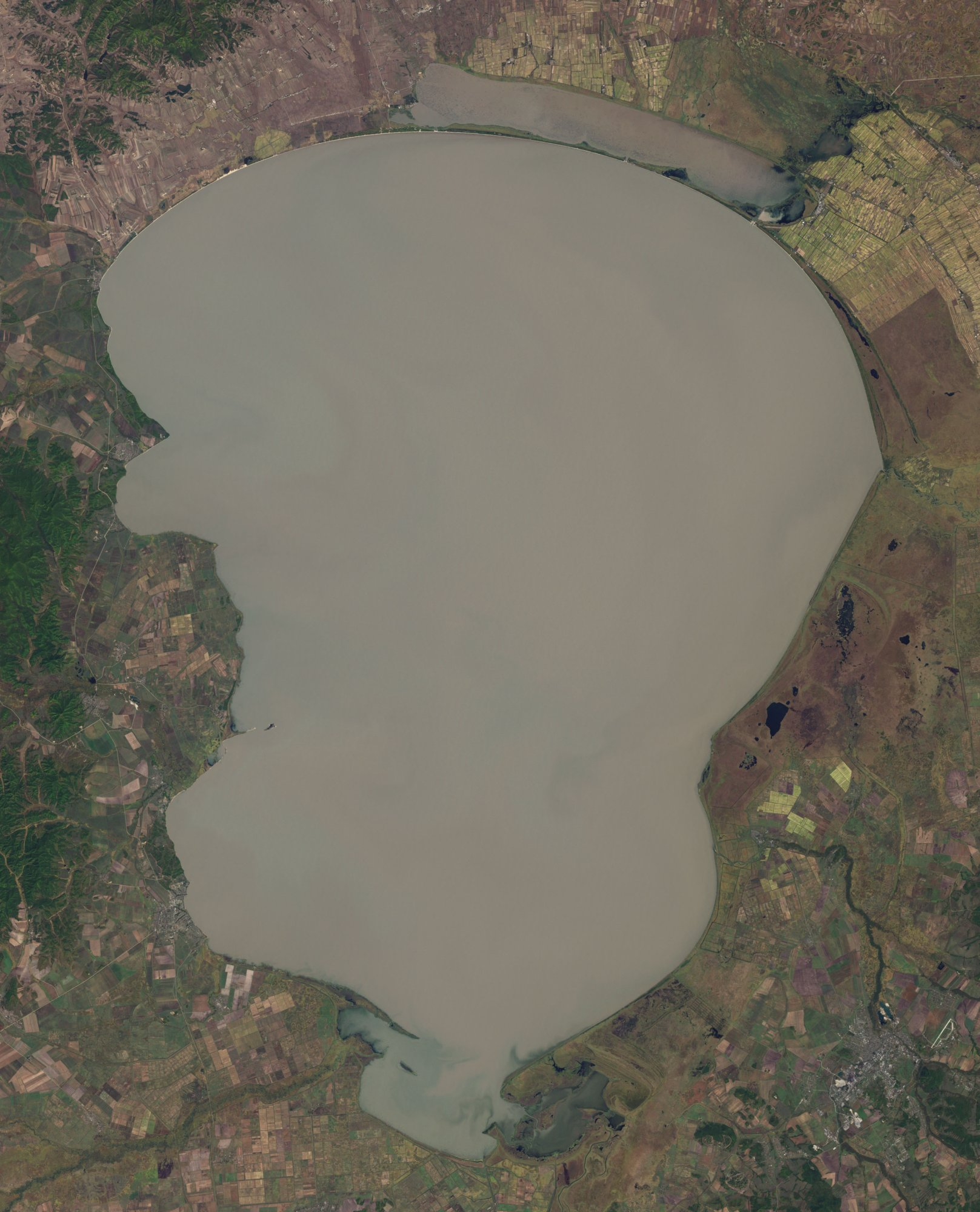
Ханка и Малая Ханка из космоса

### История озера
В прошлом к водосбору Ханки также относился бассейн реки Раздольной. Ханкайская котловина представляет собой синклиальный прогиб, в котором в разные периоды кайнозоя возникали озера. Решающую роль при этом играла аккумуляция аллювия, благодаря чему конфигурация озёр менялась. Аккумуляция водных отложений в котловине озера Ханка оставалась значительной до тех пор, пока сюда впадала река Раздольная. Позднее речная сеть Раздольной перестроилась, река стала впадать в Японское море и поступление отложений в южную часть Ханкайской котловины резко сократилось Уровень воды в озере поднялся и постепенно оно приняло современные очертания. В современных границах озеро существует лишь последние три тысячи лет.

### Берег и дно
Форма озера — грушевидная, вытянутая в меридиональном направлении, с расширением в северной его части. Береговая линия слабо расчленена, особенно в восточной части. Из 309 км побережья на долю изрезанного приходится только 47 км. Так, на западном и юго-западном берегу выделяются полуострова Лузанова Сопка, Стародевичанский; мысы Николаевский, Камень, Белоглиняный и другие.
Средняя глубина озера составляет 4,5 метра, но преобладают глубины 1 — 3 метра. Максимальная глубина — 10,6 метра. У Ханки сравнительно ровное дно, очень полого понижающееся к зоне наибольших глубин в северной части озера. Береговая отмель ограничивается изобатой 1 метр, в пределах отмели развиты подводные валы. Ширина береговой отмели — 80—500 метров.
В средней части озера на линии мыс Платоновский — мыс Лебединый имеет место поднятие дна с глубинами до 4 метров. Предположительно, это древний водораздел, ещё в недалёком прошлом, возможно, представленный островами, позднее разрушенными абразией.

### Гидрология
Ханка замерзает во второй половине ноября, вскрывается в апреле. Вода в озере мутная, что объясняется частыми ветрами и вследствие этого сильным перемешиванием.
В озеро впадают 24 реки, в том числе Илистая, Мельгуновка, Комиссаровка. Единственная вытекающая река — Сунгача, приток Уссури (бассейн Амура). В среднем сток в озеро равен 1,94 км³ за год, из озера около — 1,85 км³.
Ханке свойственны многолетние циклические колебания уровня воды, зависящие от климатических изменений. За историю наблюдений (с 1912 года) уровень воды в озере колебался от 67,3 метра БСВ в 1925 году до 69,9 метра БСВ в 2016 году.
В результате колебаний уровня площадь водной поверхности может меняться от 3940 км² до 5010 км², а объём воды — от 12,7 до 22,6 км³. Площадь водосбора озера — 16890 км² (по другим данным — 20100 км²), в том числе на территории России — 15370 км² (по другим данным — 18400 км²).
На китайской территории значительная часть водосбора относится к озеру Малая Ханка, отделённому от Ханки узкой песчаной косой. Между озёрами существует обмен за счёт просачивания, а в многоводные годы они соединяются протокой. На территории России при среднем уровне озера находится 3030 км² водной поверхности (74 %), Китая — 1040 км² (26 %), по другим данным, России — 72 %, Китая — 28 %.

## Водные биоресурсы

Восточное побережье. Ханкайские плавни

Приханкайская низменность в целом довольно заболочена. Водно-болотные угодья бассейна озера Ханка представляют собой уникальный природный комплекс. Непосредственно для озера характерны плавни — растительные сообщества шириной от 50 до 700 метров, образованные тростником обыкновенным, цицанией, осоками, ряской, рдестом, водяным орехом. Наибольшего развития плавни достигают на глубинах 0,2-0,7 метра.
Плавни формируют прочную дернину, покрывающую водное зеркало на многие десятки квадратных километров. Здесь представлены луга (от заболоченных до остепнённых), лугово-лесные, лесостепные и степные растительные сообщества. На берегах гнездятся и останавливаются во время перелёта разные виды птиц.
В Ханке обитает более 80 видов рыб. Есть, как минимум, два эндемика, хотя в целом рыбное население озера по своему видовому разнообразию представляет собой обеднённую часть ихтиофауны Амура (где встречается более 100 видов). Поэтому рыб Ханки можно считать в подавляющей массе вселенцами из соседних участков Амурского бассейна. Низкий уровень эндемизма местной ихтиофауны можно считать следствием её относительной молодости.
Малакофауна озера довольно богата и включает более 50 видов брюхоногих и двустворчатых моллюсков. Среди них много лимнофильных жителей мягких грунтов, а также обитателей прибрежных зарослей. На прибрежных лугах попадаются моллюски, предпочитающие жить во временных водоёмах. Во впадающих реках встречаются любители жить в условиях быстрых течений. Все известные виды широко распространены в бассейне реки Уссури, при том ханкайские формы никаких заметных отличий не имеют.

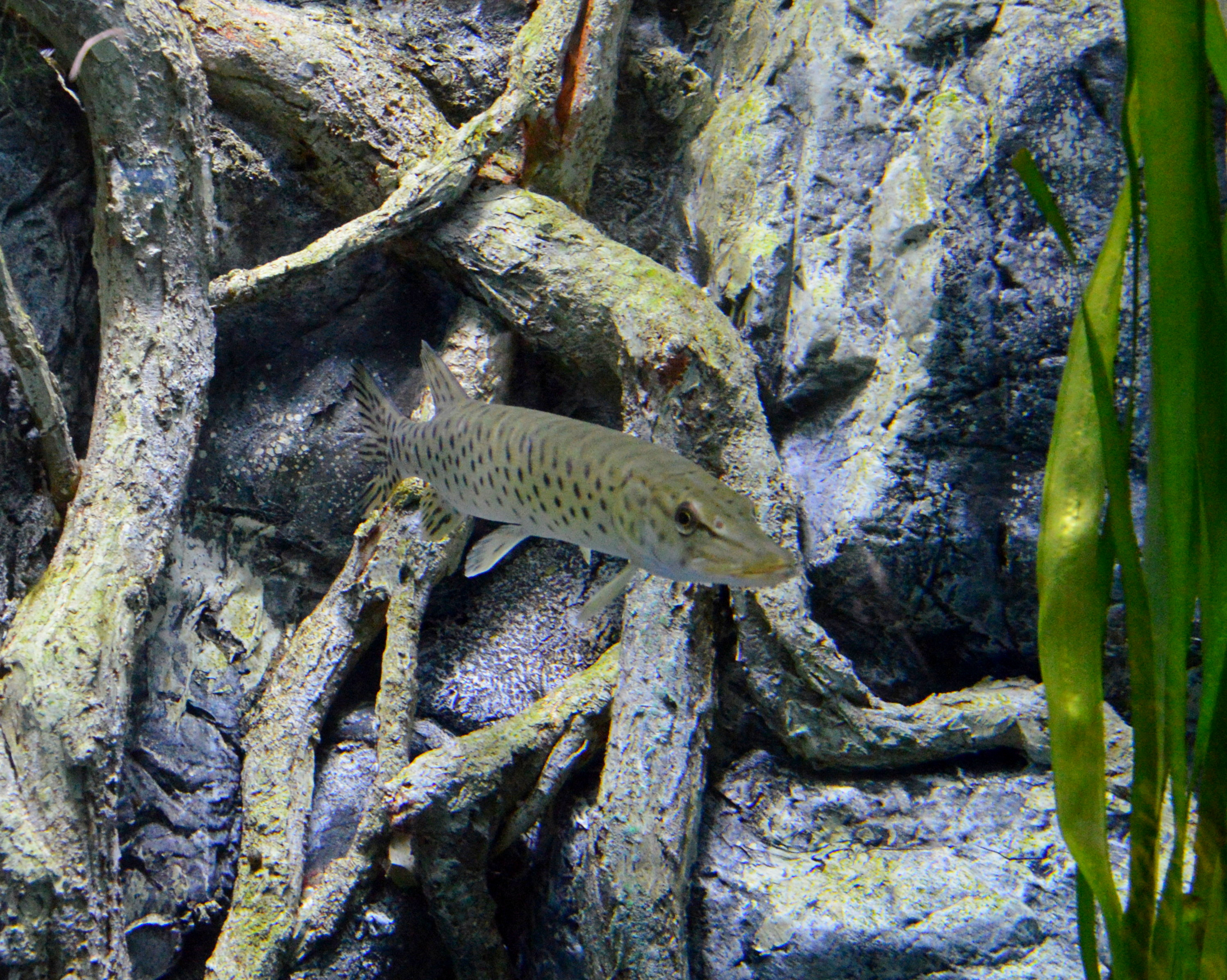
Амурская щука. Экспозиция «Подводный мир озера Ханка» в Приморском океанариуме.
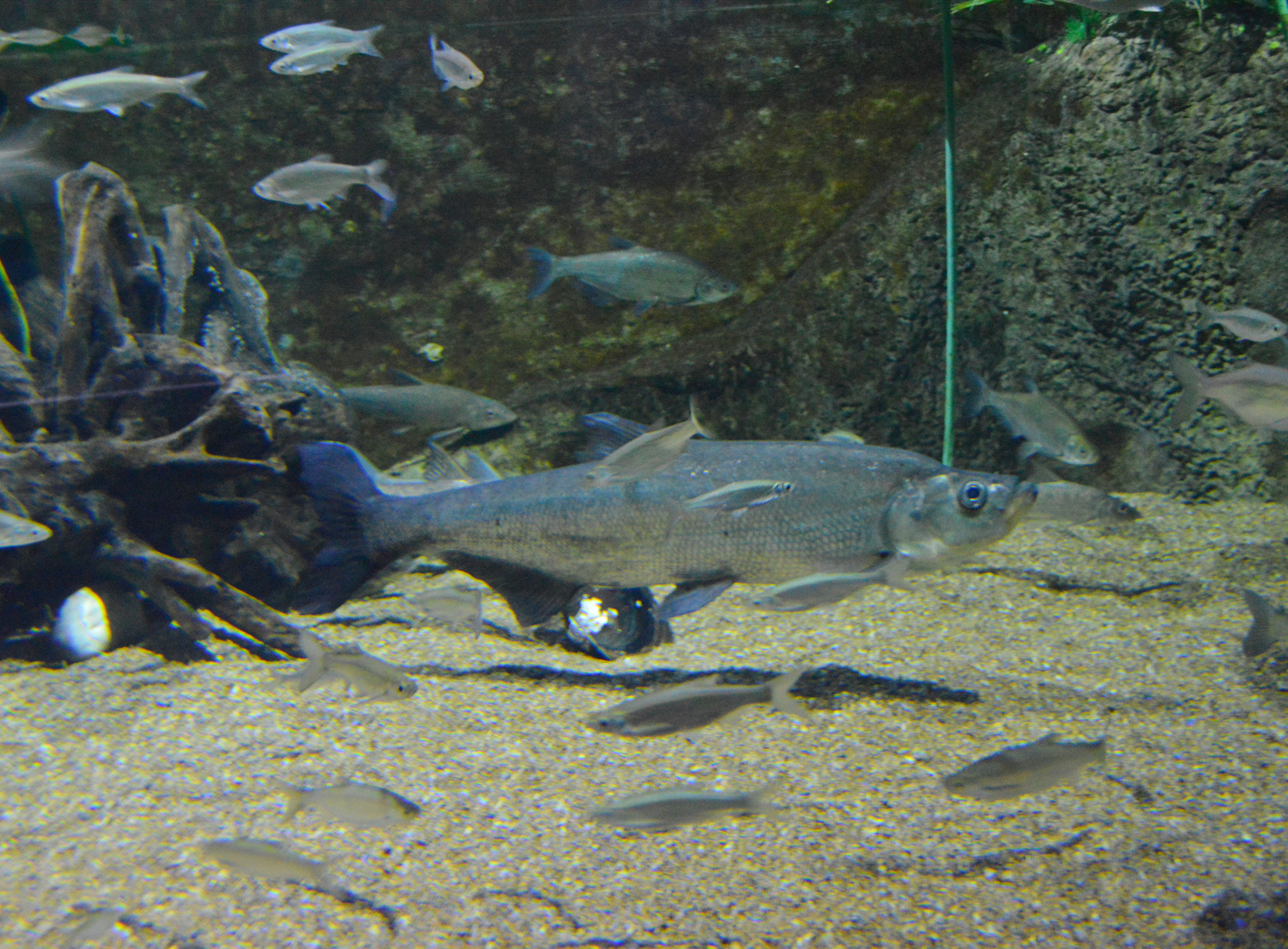
Верхогляд. Экспозиция «Подводный мир озера Ханка» в Приморском океанариуме.
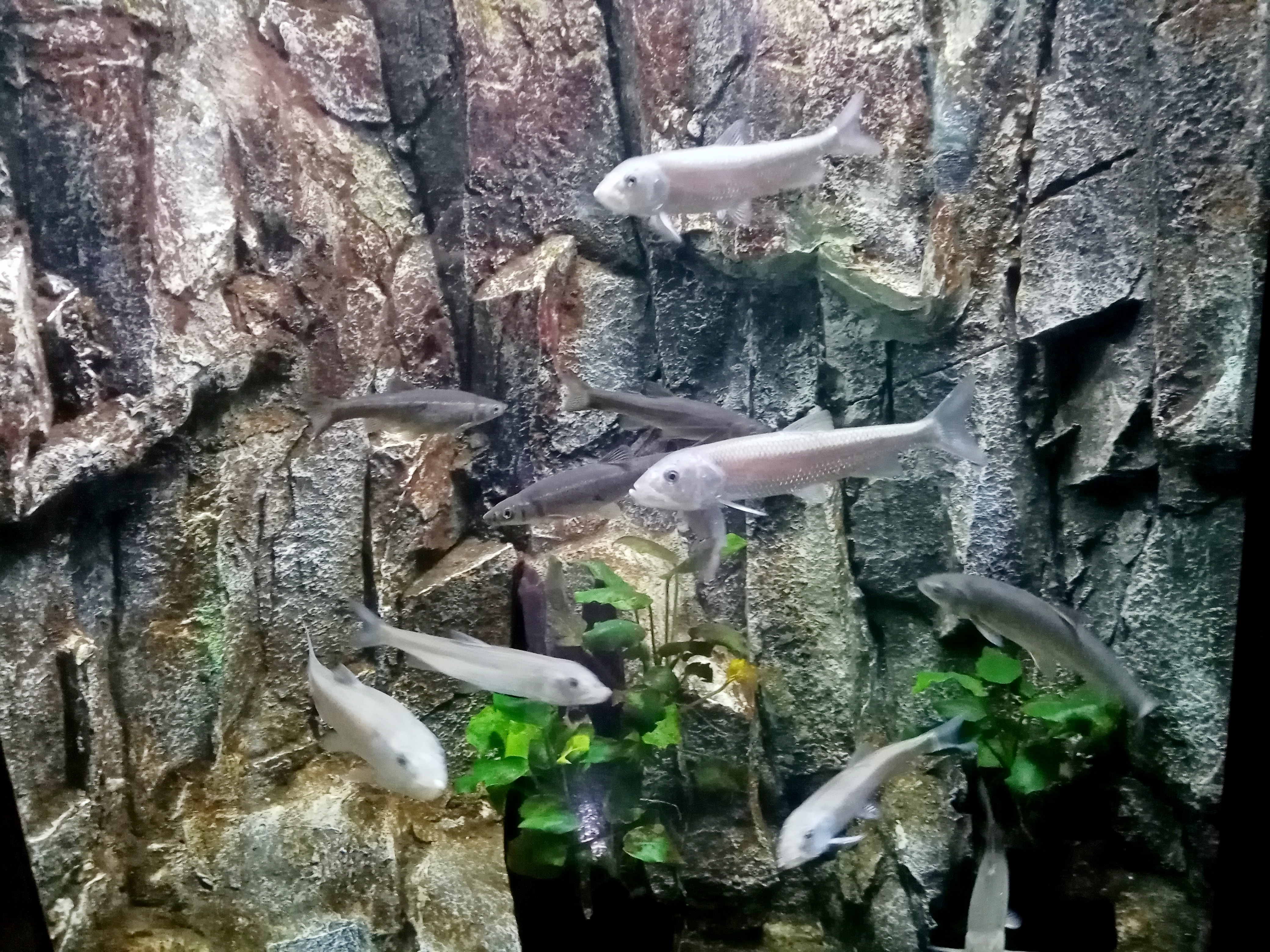
Виды-двойники. Ханкайский пескарь и серебристый пескарь. Экспозиция «Подводный мир озера Ханка»
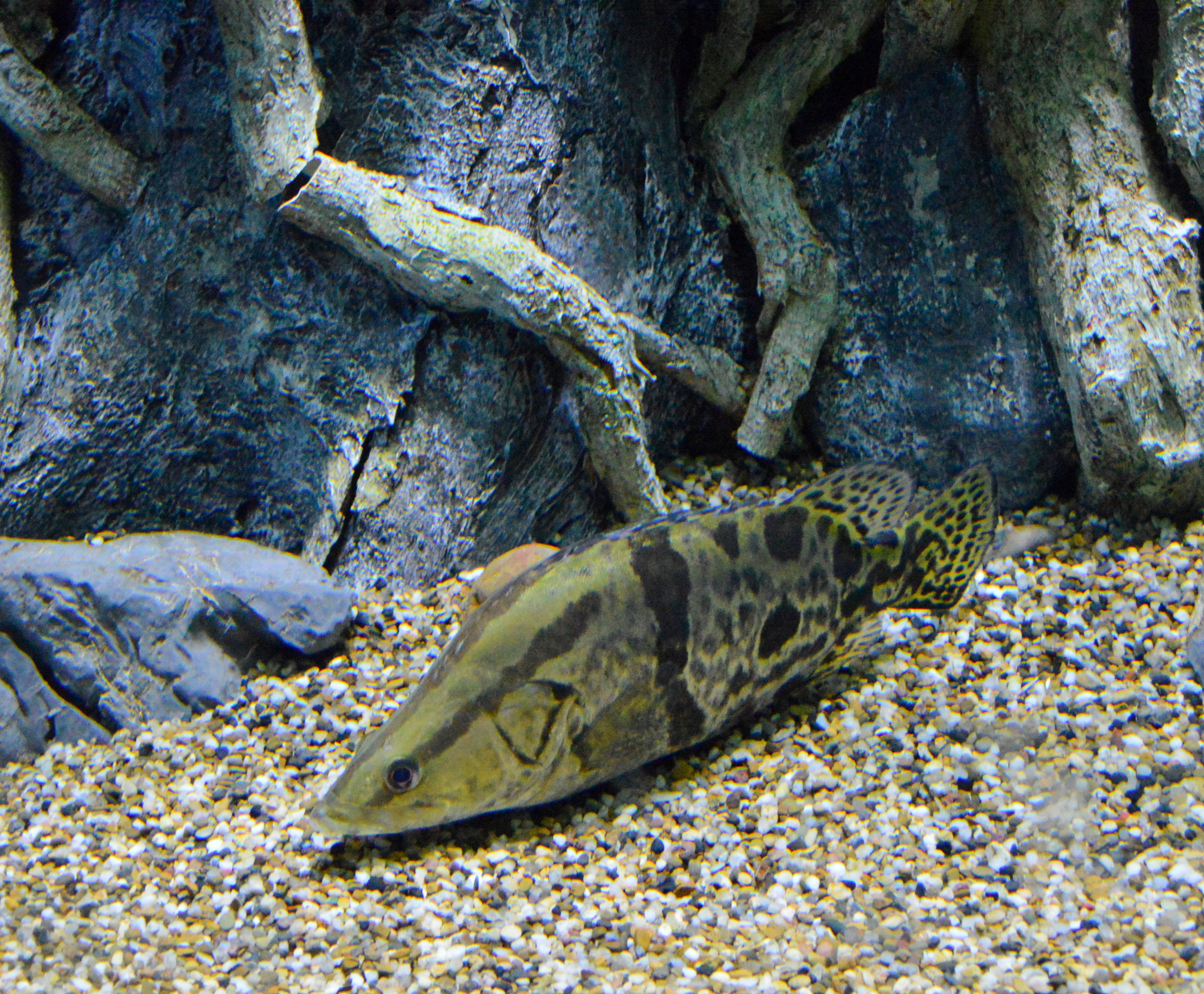
Окунь-ауха. Экспозиция «Подводный мир озера Ханка» в Приморском океанариуме.

## История освоения

### Древность и средневековье
Археологические находки свидетельствуют, что возвышенности, окружающие Ханкайскую равнину, люди занимали уже в конце плейстоцена и раннем голоцене (12 — 8 тыс. лет назад). В одном из древних поселений у озера Ханка обнаружены бронзовые ножи, относящиеся к бронзовому веку. В период зайсановской культуры население росло: например, в Синем Гае вблизи берега Ханки насчитывалось уже 150 домов.
В раннее средневековье запад и юго-запад от озера Ханка активно обживались племенами мохэ, мигрировавшими сюда, вероятно, в начале VI века нашей эры. Археологам известно более 15 памятников мохэçкой культуры в этом районе. Из них стационарно изучались Новоселищенское городище, поселения Куркуниха, Куркуниха-3 и Новоселище-2.
По данным археологии, мохэ, проживавшие в Приханковье, имели развитые строительные навыки, занимались земледелием, выращивая не менее трёх видов культурных растений, а также, вероятно, и животноводством (свиноводством и коневодством). А наличие городов и сгруппированных вокруг них поселений показывает достаточно высокий уровень социальной организации.
С созданием государства Бохай, в него вошли окрестности озера Ханка. Причем озеро Мэйто (так тогда называлась Ханка) славилось в Бохае своими карасями. После гибели Бохая, разгромленного киданями, его постоянно восстававшее население было депортировано далеко на запад, на территорию современной Монголии и автономного района КНР Внутренняя Монголия.

### Российское освоение

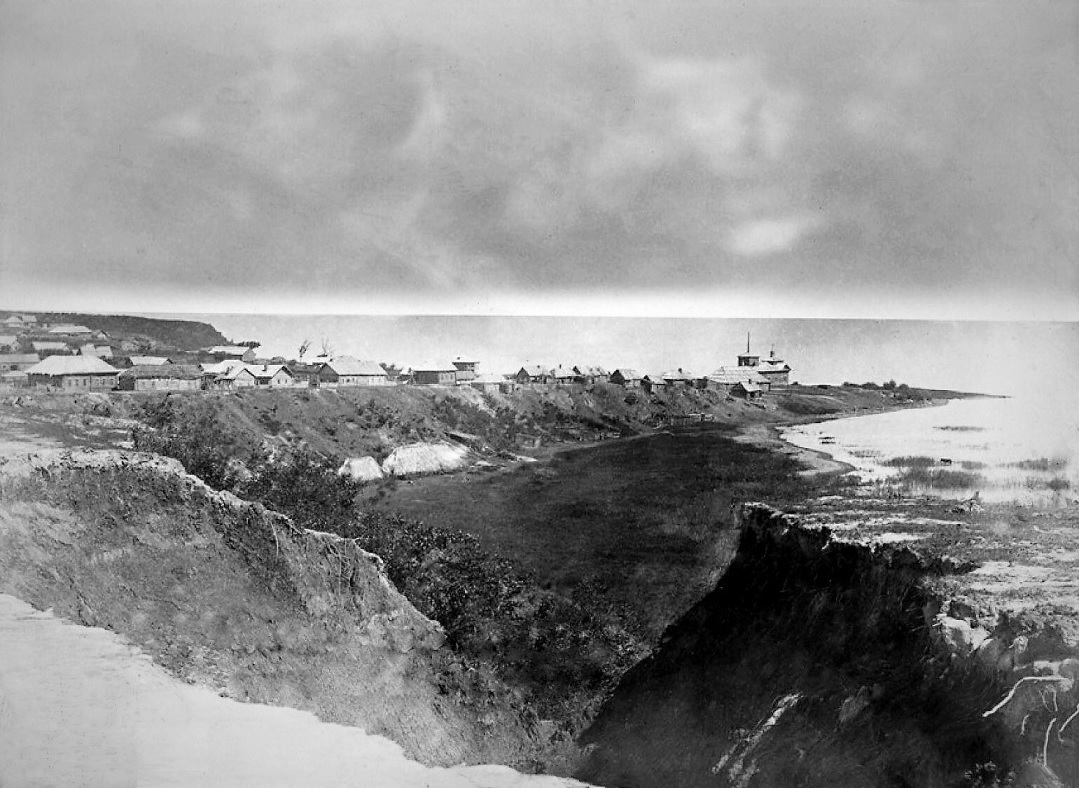
Камень-Рыболов, пост на озере Ханка. 1870-е годы

Российская империя активно осваивала бассейн озера Ханка с середины XIX века, когда по Айгунскому договору (1858) по реке Амур была определена граница между Россией и Китаем.
В 1859 году ботаник Ричард Маак и этнограф Брылкин по поручению Сибирского отдела Географического общества поднялись вверх по Уссури и далее по реке Сунгачи к посту на озере Ханка — конечному пункту экспедиции. В 1861 году геолог и ботаник Фёдор Шмидт поднялся по Суйфуну к озеру Ханка и далее спустился вниз по Сунгаче к Уссури. Во время экспедиции по Уссурийскому краю в 1859—1863 годах Ханку исследовал капитан корпуса лесничих А. Ф. Будищев. Его описание лесов Приморской области было опубликовано в 1867 году в «Записках Сибирского отдела Географического общества».
Во время путешествий в 1867—1869 годах Ханку изучал Николай Пржевальский. Если Маак, Шмидт и Будищев исследовали только северное побережье, то Пржевальский изучил, кроме того, западную и южную стороны озера, сделал промер глубин рек, впадающих в Ханку, и описал их долины. Пржевальский также обнаружил и описал древние берега озера. Большой интерес для науки составили коллекции животных и растений, собранные им.
В 1902 году свою первую экспедицию к Ханке совершил В. К. Арсеньев.

## Хозяйственное использование
С начала заселения этих земель подданными Российской империи и по настоящее время бассейн озера используется главным образом в целях сельского хозяйства. Здесь расположена одна из крупнейших на российском Дальнем Востоке сельскохозяйственных зон: под сельхозугодья заняты 464 тыс. га. В этой местности сосредоточено около половины (47 %) пашни в Приморском крае. Также добываются уголь, плавиковый шпат и редкоземельные элементы. Развито производство цемента.
В пределах китайской части, в бассейне озера Малая Ханка, население занято сельскохозяйственным производством и рыболовством. Ведется незначительная добыча угля и деревообработка. В северной части озера Малая Ханка действует китайский рыболовецкий завод с максимальным выловом 1 тыс. тонн рыбы в год.

### Оросительное земледелие
Сельское хозяйство в российской части бассейна представлено, в первую очередь, рисоводством. Почва и климат Приханкайской низменности хорошо подходят под выращивание риса, а вода озера широко используется для орошения полей. Рисосеяние здесь начало развиваться с 1920-х годов. В позднесоветское время для возделывания риса в бассейне озера была выстроена сеть гидромелиоративных сооружений, включающих водохранилища, защитные дамбы, насосные станции, осушительные и оросительные каналы. После хозяйственного спада в 1990-е годы, оросительное рисовое земледелие в этом районе восстанавливается.

### Промышленное рыболовство

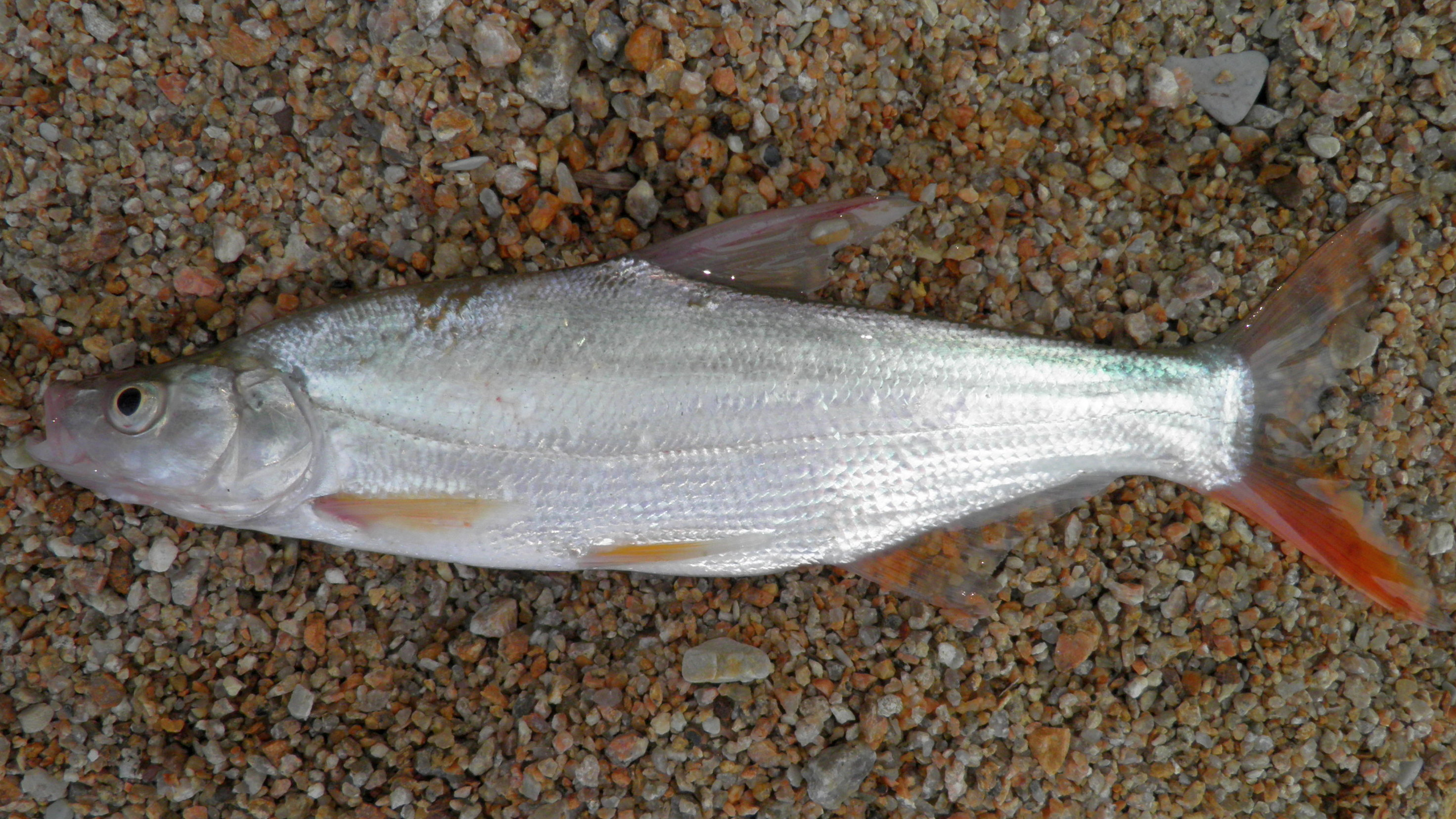
Выловленный в Ханке монгольский краснопёр

Состояние запасов рыбы в Ханке зависит от многолетне-циклических колебаний воды в озере (больше воды — больше рыбы), а также от промысловой нагрузки и браконьерского прессинга. При этом без угрозы для природных популяций можно легально вылавливать существенно больше рыбы, чем её фактически добывают. Так, выделяемые по рекомендации рыбохозяйственной науки квоты на вылов рыбы осваиваются примерно наполовину. Поэтому учёные не призывают повышать квоты, хотя современное (2022 год) состояние запасов позволяет это сделать.
Из рыбного разнообразия в 2021 году в режиме промышленного рыболовства вылавливалось 11 видов: судак, сазан, верхогляд, серебряный карась, монгольский краснопёр, горбушка, пятнистый конь, белый и пёстрый толстолобики, амурский сом, амурская щука. В 2015—2021 годах, по данным рыбохозяйственной науки, легальный промышленный вылов всех видов рыб на Ханке колебался в пределах 150—300 тонн в год, а общий — 1,4 — 1,5 тыс. тонн в год.

## Отдых и туризм

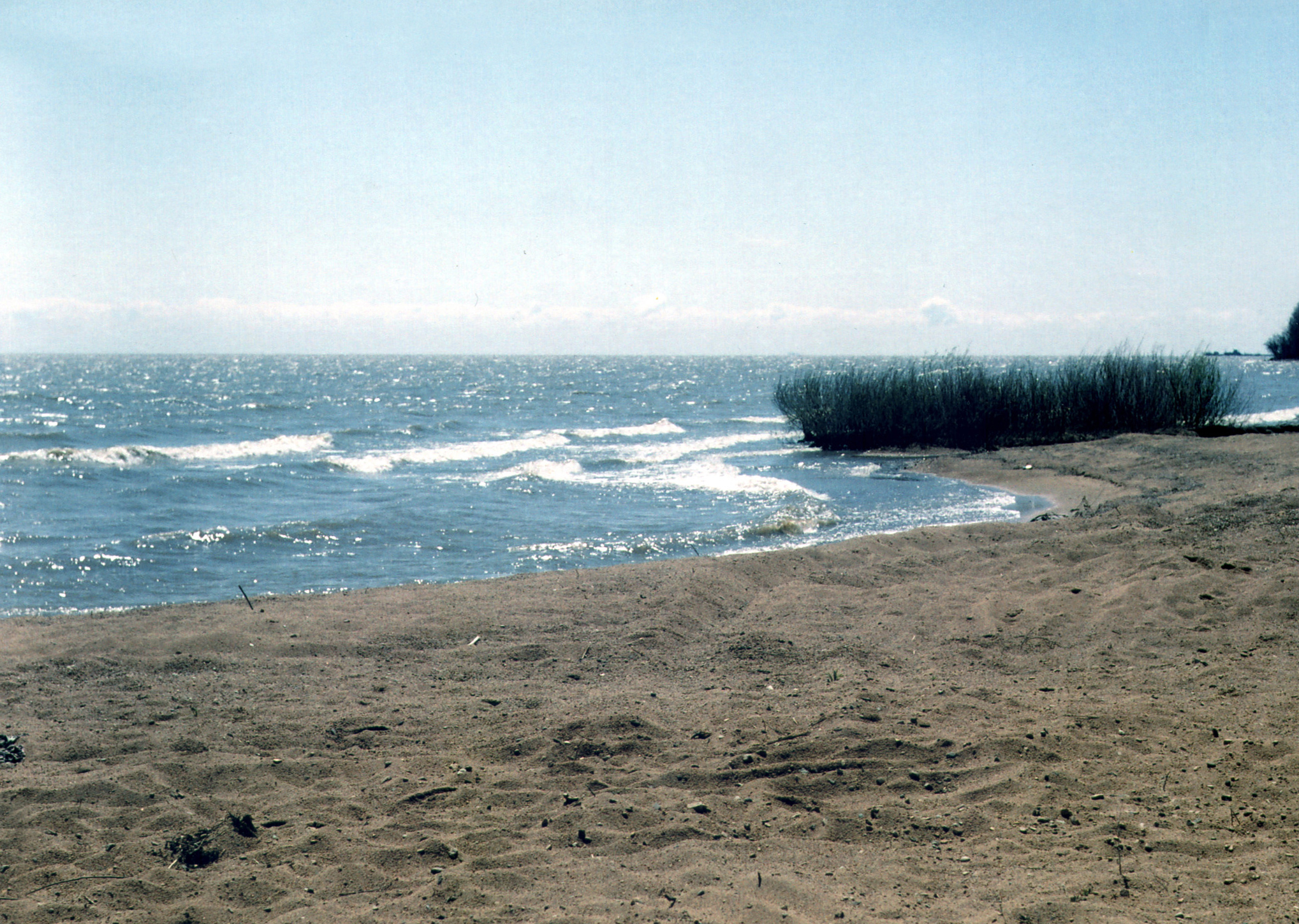
Западный берег озера

Ханка популярна как место пляжного и активного отдыха с большими возможностями для рыбалки и наблюдения за птицами. Благодаря мелководности озеро довольно быстро прогревается, а пологое дно способствует безопасному купанию. Песчаные пляжи, а также сухая и тёплая погода уже в самом начале лета (когда на большинстве пляжей Приморья преобладают дожди и туманы) притягивают отдыхающих.
Многочисленные базы отдыха тянутся по побережью от Камня-Рыболова до расположенного на границе с Китаем Турьего Рога. Туристам предлагают комфортабельные домики и сопутствующие услуги (в том числе прокат катамаранов и рыболовного снаряжения, катерные прогулки, экскурсии по достопримечательностям и так далее).
В ветреный период (конец весны — начало лета) здесь популярны соревнования по виндсёрфингу. В разгар лета у берега вода зацветает. Озеро прогревается до +30 °C.

## В культуре

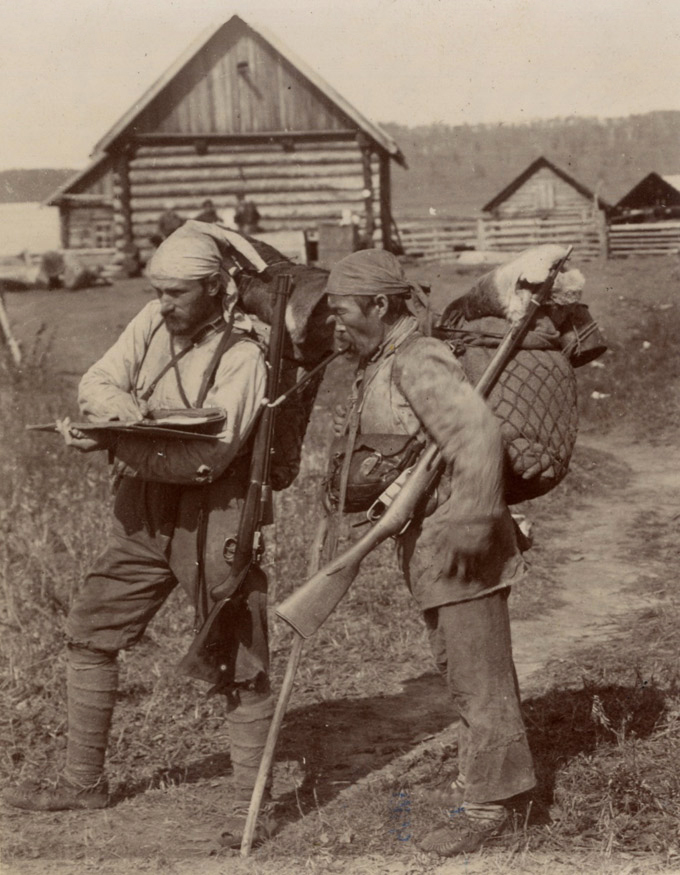
Владимир Арсеньев и Дерсу Узала

Приханкайская равнина и непосредственно Ханка — это местности, в которых разворачивается действие исторических повестей Владимира Арсеньева. В 1970-е годы японский кинорежиссёр Акира Куросава снимал на озере Ханка художественный фильм «Дерсу Узала». В 2000 году в Приморье побывал его сын, работавший над фильмом об отце.
В аниме-сериале «Стальная тревога» фигурирует государство Ханка, расположенное, согласно приводимым картам, в границах настоящего озера Ханка. Интересно, что в ранобэ, по которым снято аниме, данное государство не упоминается, там фигурирует действительно существующее место.

## Комментарии
1. ↑  «При Ляосской династии озеро Ханка называлось Бэйцинхай, а в настоящее время — Ханка, Хинкай и Синкайху, что значит Озеро процветания и благоденствия. Надо полагать, что название озера Ханка произошло от другого слова, именно от слова „ханхай“, что значит „впадина“. Этим именем китайцы называют всякое пониженное место, будет ли это сухая или заполненная водой котловина. Так они называют, например, западную часть пустыни Такла-Макан. Озеро Ханка с окрестными болотами действительно представляет собой впадину, и потому название Ханхай вполне ему соответствует»[10].
2. ↑  Гольян Черского Phoxinus czekanowskii czerskii Berg и ханкайская востробрюшка Hemiculter leucisculus lucidus (Dybowski)[21].
3. ↑  Новоселищенское городище расположено в 18 км к западу от озера Ханка, в 1,5 км от села Новоселище. Городище заселялось уже со времен неолита, позднее было обжито представителями мохэ[29].
4. ↑  Chanodichthys mongolicus.
5. ↑  Chanodichthys dabryi.
6. ↑  Hemibarbus maculatus.
7. ↑  Популяции толстолобиков в озере искусственны, их выпускают рыбоводные заводы на китайской стороне. Эти виды практически не способны к самовоспроизводству в условиях Ханки[17].